# ダークストア

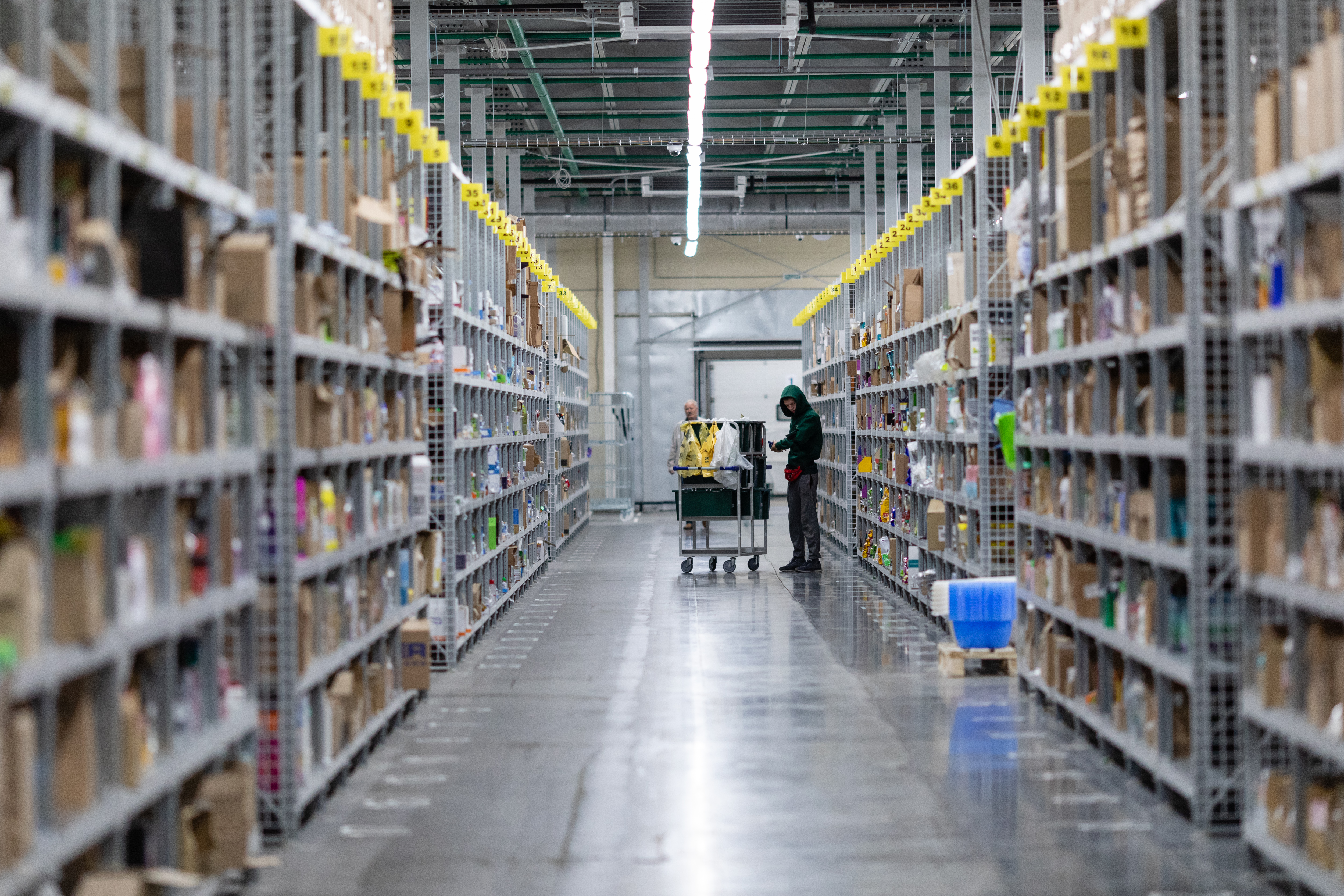
モスクワ市内にあるロシア最大の食料品ECサイトX5 Retail Groupが運営するダークストア

ダークストア（英語：Dark store）とは、オンラインショッピング（ECサイト）専用の小売店や流通センターなど倉庫の総称。また、名称はダークショップ、ダークスーパーマーケット、ドットコムセンターとも呼ばれる。

## 概要
ダークストアは通常大規模な倉庫で、オンラインで購入手続済みの商品を顧客自身が来店して回収する「クリック & コレクト」サービスのための施設か、インターネット通販の発送等業務を行うオーダーフルフィルメントプラットフォームのどちらかである。このフォーマットはイギリスで開始され、その人気はフランスにも広がり、他の欧州連合国とロシアがこれに続き、その後アメリカにも拡大した。ネットスーパーと違い、地域毎に細かくダークストアを配置し、注文から30分以内の高速配送を売りにしており「インスタントデリバリー」や「クイックコマース」とも呼ばれ、新型コロナウイルスの世界的流行による「巣ごもり需要」も併せ欧州で急拡大した。
2021年の時点で、多くの企業が迅速な食料品配達を巡りシェア争いが繰り広げられている。これら企業の大半がベンチャーキャピタルから資金を得て、マーケットシェアを寡占すべく他社と競い合っており、多額の初期損失を覚悟している。英国サリー大学のデジタル経済センター所長であるアナベル・ガワー教授は次のように指摘している。「すなわち、食料を供給する行為自体が産業として伸び悩んでいるわけでは決してない。本当に伸び悩んでいるのは末端の配送事業である。しかし、そうした配送事業が高利益率な産業であったことは一度もない」。

## 構造

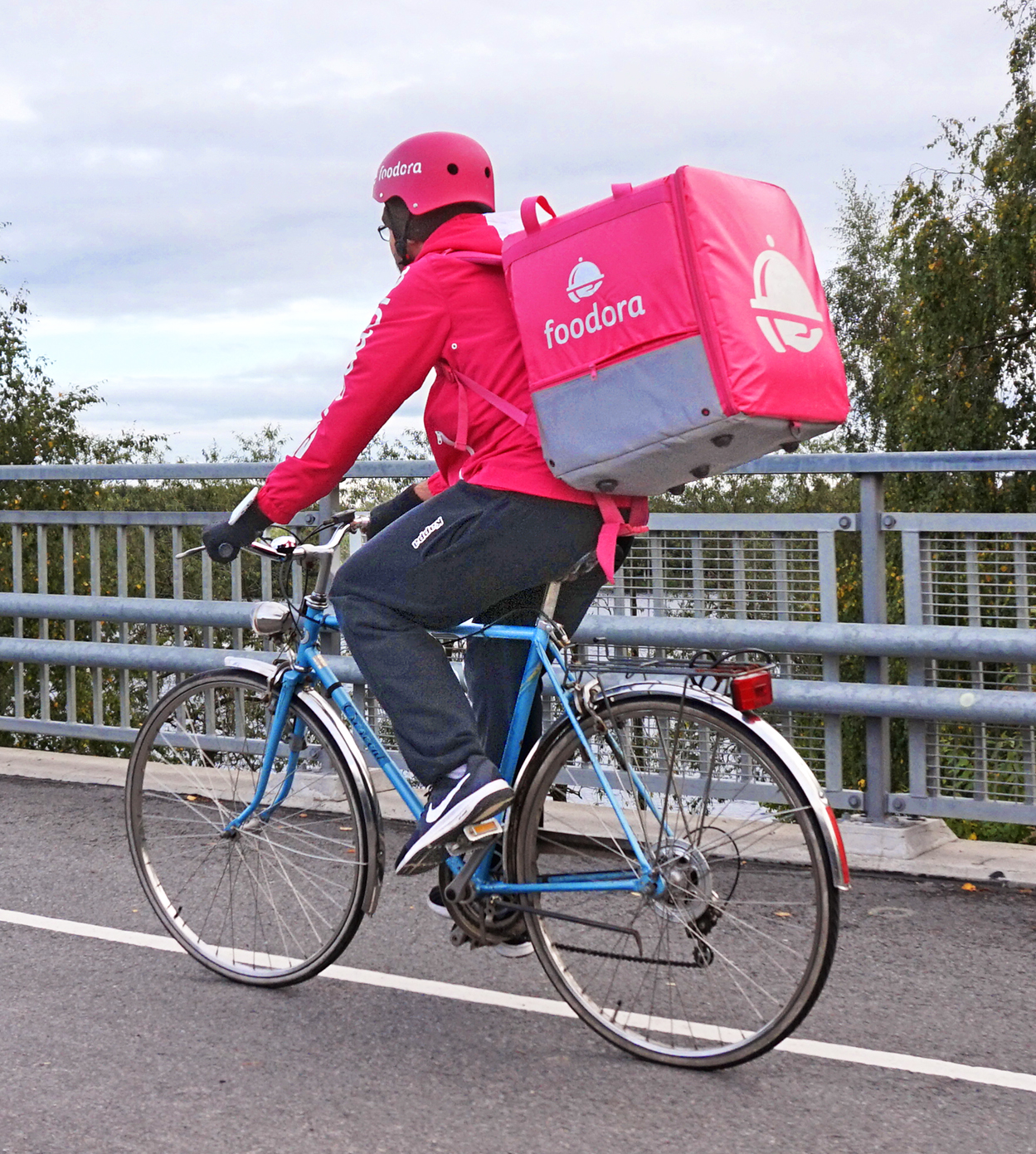
スウェーデンのデリバリー企業フードラ従業員による食料品の配達

一般に公開されていない店舗であるため、暗いスーパーマーケットの内部は、食料品やその他の小売商品が陳列された棚と通路で構成されており、従来のスーパーマーケットに似ているが、顧客と直接取引する必要が無いため、店舗は主要道路沿いやショッピングセンター内に設置されることは無く、配達を行うため利便性の良い道路に面した場所に設けられる。また、店内は従業員のみとなるため、レジやサービスカウンターなどは一切なく、POP広告などの販促物も設けられていない。インターネット経由で受け取った注文は管理センターで処理された後、ダークストアに送信される。ダークストアでは注文に従い24時間体制で働く「パーソナルショッパー」通称「ピッカー」と呼ばれる店舗の従業員によって最適に配置された棚の中から商品のピッキングが行われ、タブレットコンピュータに表示された指示を履行しながらショッピングカートに依頼品が投入される。また、多くの場合、複数の注文を同時に処理することができるシステムが採用されている。
イギリスの大手スーパーであるテスコは2013年10月にエリスに「第4世代ドットコムストア」をオープンした。一地域に置かれるダークストアとしては取扱品目が30,000点と大規模なもので、一日約4千件のオンライン注文処理が行われる。第4世代のダークストアでは個々の製品を従業員が収集するのでは無く、機械がピッカーに指示されたアイテムを届け、冷蔵品は冷蔵庫から配達用バンに直接運ばれる高度に自動化された倉庫を採用した。アメリカでは、トイザらスが自動化されたダークストアを採用しているが、既存の実店舗向けの倉庫として利用されている。
最も人気のあるダークストアは食料品を提供している店舗が多いが、一部は衣料品を取り扱っており、これはコスト削減に効果的であるとされる。ダークストアは実店舗と違い、繁華街などから離れた賃貸料金が安い場所に設置することができ、販売を行う従業員を多く雇用する必要が無いなどピッキングに対するコストが削減されているため、運営コストが掛からないことが利点となる。なお、ダークストアで選んだ食料品の価格は平均約12ポンドと、従来型店舗の平均コストである18ポンドから20ポンドよりも大幅に価格が下がっている。
ダークストアはフランスでの人気が高く、2014年現在、約2,000のダークストアが「クリック&コレクト」モデルによって運営されている。

## 成長と拡大
オンライン注文専門の店舗のコンセプトを最初に試した英国のスーパーマーケットは、2000年代初頭にロンドンのパークロイヤルで配送センターを運営していたセインズベリーズであったが、注文数が少なかったため店舗を閉鎖している。その後、2013年10月にイーストロンドンのブロムリーバイボウで別の計画を発表したのは10年以上後のことであった。
2020年、アマゾンが所有する米国の小売業者ホールフーズ・マーケットは、ブルックリン区に初となるオンライン専用のダークストアをオープンした。
2022年1月、オランダのアムステルダム市では、店舗周辺のスクーター交通量の増加や騒音、店舗の外観も好ましくないとされ、新規ダークストアの開店を凍結する方針を発表した。